# Вампір (картина)
«Вампір» (норв. Vampyr), відома також як «Кохання і біль» (нім. Liebe und Schmerz) — картина норвезького художника Едварда Мунка, написана в 1893 році.
На картині зображена рудоволоса жінка, яка обіймає пригніченого на вигляд чоловіка, який сховав обличчя на її грудях. Губами жінка припала до його шиї. Така композиція допускає подвійне трактування: чи втішає жінка свого коханого чи, навпаки, харчується його силами, наче вампір? Дослідники бачать в цій роботі яскраве вираження комплексу Мадонни і блудниці, що позначилась на багатьох творах художника (схожою подвійністю вирізняється, наприклад, його знаменита «Мадонна»), і його страху перед жіночим началом. У своїх спогадах про Мунка Рольф Стенерсен наводить слова художника про одного знайомого, який недавно одружився: «Він став немов каша. Його слід було б вирвати з її рук. Він прилип до її грудей — вона жахлива. А у нього порожні очі і сіре обличчя» — цитата, що практично дослівно описує картину. Інша цитата (зі щоденників митця), що супроводжує «Вампіра» на сайті Музею Мунка, також відповідає опису картини, але пофарбована вже зовсім інакше: «Він опустив голову на її груди — він відчував, як кров текла по її жилах — вслухався в стукіт її серця — він відчув дотик гарячих губ на своїй шиї — по його тілу пробігли мурашки — трепет бажання — і він притиснув її ближче до себе». Моделлю для чоловіка на картині послужив шведський письменник Адольф Пауль, а для жінки — спеціально найнята натурниця. За спогадами Пауля, задум картини з'явився у Мунка спонтанно: одного разу письменник зайшов в гості до художника, коли той «малював ... модель ... з вогненно-рудим волоссям, що стікало по її плечах, немов кров. "Встань перед нею на коліна, — звелів він мені, — опусти на її коліна голову". Вона схилилася наді мною і притулилася губами до моєї шиї, огорнувши мене своїм волоссям. Мунк почав малювати, і незабаром він написав свого "Вампіра"». Вперше картина була представлена публіці восени 1893 року під назвою «Кохання і біль»; у «Вампіра» її перейменував, як припускається, Станіслав Пшибишевський.
Як і багато інших картин Мунка, «Вампір» існує в декількох варіантах, включаючи графічні. Художник створив також літографію за мотивами цього твору.
У лютому 1988 року одна з копій «Вампіра» була викрадена з музею Мунка. Картина знайшлася восени того ж року.
У 2008 році четвертий, найбільш пізній мальовничий варіант «Вампіра» був виставлений на продаж на аукціоні Сотбіс. Картина пішла з молотка за 38,2 млн доларів, ставши найдорожчим на той момент полотном Мунка.